# Metalowy bondage
Uzasadnienie:  Nie ma potrzeby, żeby to było osobne hasło

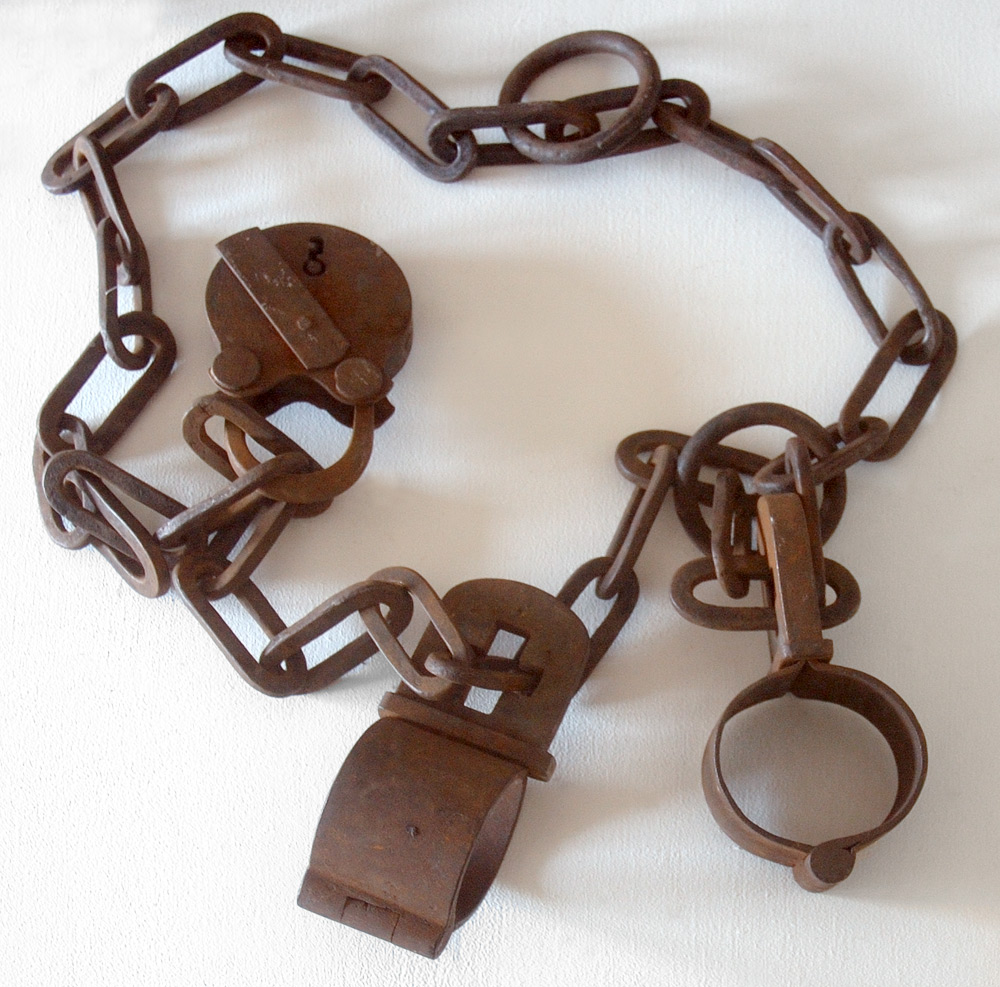
Łańcuch używany do sesji BDSM.

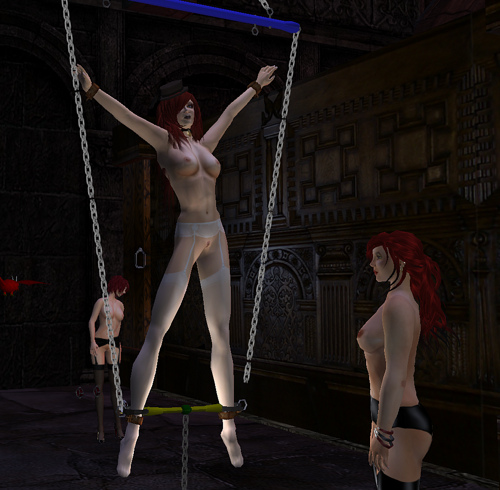
Sesja BDSM z łańcuchami.

Metalowy bondage − typ bondage, w którym wykorzystywane są przedmioty metalowe − własne lub zakupione u specjalisty. Do przedmiotów, które mogą być wykorzystane w trakcie sesji BDSM, należą m.in. kajdanki, łańcuchy oraz specjalnie przygotowane krzesła.